# Amblar
Amblar (deutsch veraltet: Ambler) ist eine Fraktion der italienischen Gemeinde (comune) Amblar-Don in der Provinz Trient, Region Trentino-Südtirol.  

## Lage
Der Ort liegt etwa 36 Kilometer nordnordöstlich von Trient auf einer Höhe von 980 m s.l.m. auf der orographisch linken Talseite im Oberen Nonstal.

## Geschichte
Amblar war bis 2015 eine eigenständige Gemeinde. Am 1. Januar 2016 schloss sich die Gemeinde mit der Gemeinde Don zur neuen Gemeinde Amblar-Don zusammen. Zum Gemeindegebiet von Don gehörten die Fraktionen Baselga, Bevia, Fontana und Fontana Nuova. Nachbargemeinden waren die Südtiroler Gemeinden Kaltern und Tramin sowie die Trentiner Gemeinden Cavareno, Don, Romeno und Sfruz. 